# 南川小檗
南川小檗（学名：Berberis fallaciosa）为小檗科小檗属的植物，是中国的特有植物。分布于中国大陆的四川、湖北等地，生长于海拔1,000米至2,700米的地区，多生在林下、山坡灌丛中、沟边、路边及林缘，目前尚未由人工引种栽培。